# 서재원 (모델)
서재원(1995년 12월 3일~)은 대한민국의 모델이다.

## 학력
- 성복중학교
- 계원예술고등학교
- 한국예술종합학교 실기과 한국무용